# Análise permutacional de variância
A Análise de variância multivariada permutacional (PERMANOVA)  é um teste de permutação multivariado não paramétrico . É usada para comparar grupos de objetos e testar a hipótese nula de que os centroides e a dispersão do grupo são equivalentes para todos os grupos. A rejeição da hipótese nula significa que o centroide e/ou a dispersão dos objetos é diferente entre os grupos. Portanto, o teste é baseado no cálculo prévio da distância entre quaisquer dois objetos incluídos no experimento. A PERMANOVA compartilha algumas semelhanças com a ANOVA: ambas medem a soma dos quadrados dentro e entre grupos e fazem uso do teste F para comparar a variância dentro do grupo com a variância entre grupos. No entanto, enquanto a ANOVA baseia a significância do resultado na suposição de normalidade, a PERMANOVA elabora testes de significância comparando o resultado real do teste F com aquele obtido a partir de permutações aleatórias dos objetos entre os grupos. Além disso, enquanto a PERMANOVA testa a igualdade entre os grupos com base em uma medida de distância escolhida, a ANOVA testa a igualdade das médias dos grupos.

## Cálculo da estatística de teste
No caso simples de um único fator com p grupos e n objetos em cada grupo, a soma total dos quadrados é determinada como:
{\displaystyle SS_{T}={\frac {1}{N}}\sum _{i=1}^{N-1}\sum _{j=i+1}^{N}d_{ij}^{2}}
onde {\displaystyle N=pn} é o número total de objetos, e {\displaystyle d_{ij}^{2}} é a distância ao quadrado entre os objetos i e j .
Da mesma forma, a soma dos quadrados intragrupo é determinada por:
{\displaystyle SS_{W}={\frac {1}{n}}\sum _{i=1}^{N-1}\sum _{j=i+1}^{N}d_{ij}^{2}\delta _{ij}}
onde {\displaystyle \delta _{ij}} é 1 se as observações i e j pertencem ao mesmo grupo e 0 caso contrário. Então, a soma dos quadrados entre grupos ( {\displaystyle SS_{A}} ) pode ser calculada como a diferença entre a soma dos quadrados total e a intragrupos:
{\displaystyle SS_{A}=SS_{T}-SS_{W}}
Finalmente, uma estatística pseudo-F é calculada:
{\displaystyle F={\frac {\left({\dfrac {SS_{A}}{p-1}}\right)}{\left({\dfrac {SS_{W}}{N-p}}\right)}}}
onde p é o número de grupos.

## Significância
Finalmente, o procedimento PERMANOVA traz significãncia para a estatística F real realizando múltiplas permutações dos dados. Em cada permutação {\displaystyle \pi } os itens são aleatorizados entre os grupos e a proporção F é calculada para a permutação, {\displaystyle F^{\pi }} . O valor p é então calculado por:
{\displaystyle P={\frac {{\text{number of permutations with }}F^{\pi }\geq F}{\text{total number of permutations}}}}

## Implementação e uso
A PERMANOVA é amplamente utilizada no campo da ecologia e está implementada em vários softwares, incluindo os softwares PERMANOVA,  PRIMER e R (linguagem de programação). No software R, está disponível nos pacotes  Vegan e lmPerm.